# Aleksej Lutsenko
Aleksej Lutsenko (født 9. september 1992) er en kasakhisk cykelrytter. Han cykler for det professionelle cykelhold Israel-Premier Tech.
I 2012 blev han U23 verdensmester i landevejscykling i en alder af 20 år.

## Meritter
2012
 U23 Verdensmester i landevejsløb
5. etape, Tour de l'Avenir
1b. etape, Tour de Bulgarie
5. etape, Giro della Valle d'Aosta
2014
5. etape (ITT), Post Danmark Rundt
Tour of Almaty
2015
8. etape, Tour de Suisse
 National mester i enkeltstart
Tour of Almaty
2016
5. etape, Paris-Nice
Tour of Almaty
8. etape og samlet, Tour of Hainan
2017
5. etappe, Vuelta a España
2018
 National mester i landevejscykling